# Thomas Alexandersson Tamsten

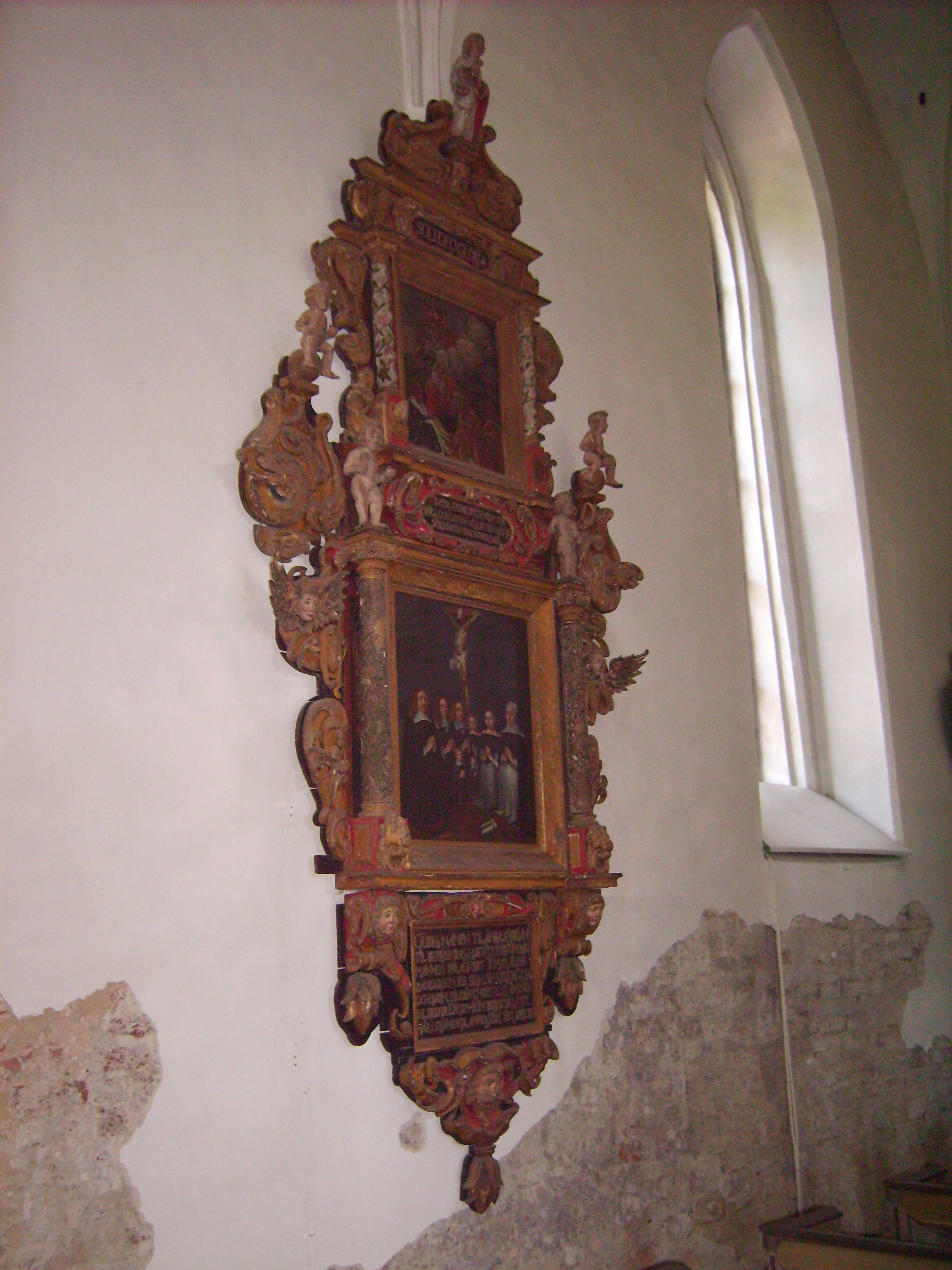
Epitafium från 1671.

Thomas Alexandersson Thamsten, död 8 september 1693 i Skänninge, han var rådman i Skänninge stad. 

## Biografi
Tamsten blev 1636 student vid Linköpings katedralskola. 1648 blev han byfogde. 1649 blev han handelsman och rådman i Skänninge. 1651 blev han borgare och sexman. 1654 arbetade han som hästekrögare. Tamsten var även gästgivare. Tamsten avled 8 september 1693 i Skänninge.
Tamsten var riksdagsman för borgarståndet i Skänninge stad vid riksdagen 1675.

### Familj
Tamsten gifte sig med Karin Claesdotter. De fick tillsammans barnet Margareta (död 1690).